# 学校法人加藤学園 (静岡県)
加藤学園（かとうがくえん）は、静岡県沼津市大岡にある学校法人。加藤学園高等学校の創立者、加藤ふぢが設立した。現在は加藤正秀が理事長になっている。

## 所在地
- 静岡県沼津市大岡自由ケ丘1979

## 沿革
（沿革節の主な出典）
- 大正15年(1926年) - 加藤ふぢ　沼津市真砂町に「沼津淑徳女学院」創立[5]
- 昭和 3年(1928年) - 同校に「沼津淑徳商業女学校」を併設
- 昭和 9年(1934年) - 実業学校令の認可を得、「沼津女子商業学校」（修業年限３ヶ年）に改称
- 昭和11年(1936年) - 沼津市米山町に移転
- 昭和19年(1944年) - 財団法人加藤学園設立認可
- 昭和20年(1945年) - 沼津市大岡自由ヶ丘（現所在地）に移転
- 昭和22年(1947年) - 「沼津女子商業学校併設中学校」開校
- 昭和23年(1948年) - 「沼津女子高等学校」に改称し、別科を設置
- 昭和25年(1950年) - 私立学校法により、財団法人加藤学園を学校法人加藤学園に変更認可
- 昭和29年(1954年) - 「沼津女子商業高等学校」に改称。「沼津女子商業高等学校併設中学校」に改称
- 昭和35年(1960年) - 「沼津女子中学校」に改称
- 昭和41年(1966年) - 「沼津女子高等学校」に改称
- 昭和42年(1967年) - 「沼津女子高等学校附属幼稚園」開園
- 昭和46年(1971年) - 「加藤学園幼稚園」に改称
- 昭和47年(1972年) - 「加藤学園初等学校」開校
- 昭和49年(1974年) - 「加藤学園中学校」に改称
- 昭和52年(1977年) - 「加藤学園高等学校」に改称
- 昭和58年(1983年) - 「加藤学園暁秀初等学校」に改称。「加藤学園暁秀中学校」に改称。「加藤学園暁秀高等学校」開校
- 平成 4年(1992年) - 「富士フェニックス短期大学」設立
- 平成19年(2007年) - 「富士フェニックス短期大学」廃止
- 平成24年(2012年) - 加藤学園幼稚園園舎竣工。加藤学園暁秀中・高等学校創立30周年記念式典挙行。加藤学園暁秀初等学校創立40周年記念式典挙行
- 平成28年(2016年) - 加藤学園高等学校90周年記念式典挙行
- 平成29年(2017年) - 加藤学園幼稚園創立50周年記念式典挙行

## 系列校
- 加藤学園高等学校
- 加藤学園暁秀初等学校
- 加藤学園暁秀中学校・高等学校
- 加藤学園幼稚園

## かつてあった学校
- 富士フェニックス短期大学 - 現在は「加藤学園御殿場キャンパス」として映画・テレビドラマ等のロケ地として使用されることがある。
- 加藤Lynnカレッジ - 富士フェニックス短期大学の事実上の廃校と共に設立された大学。パンフレットでは、日本で初めてアメリカの認可を受けた大学と紹介されている。現在存続しているかは不明。公式HP

## 団体
- 加藤学園考古学研究所　-加藤学園高等学校に本部を置いてた考古学研究所。調査書を出版しており、遺跡の調査や発掘した物の清掃作業などを行っていると書かれている。現在は特に活動が見られないため、団体として存続しているかは不明。アイエム